# 恫喝
| ウィキペディアには「恫喝」という見出しの百科事典記事はありません（タイトルに「恫喝」を含むページの一覧/「恫喝」で始まるページの一覧）。 代わりにウィクショナリーのページ「恫喝」が役に立つかもしれません。 |